# Гаплогруппа J (мтДНК)

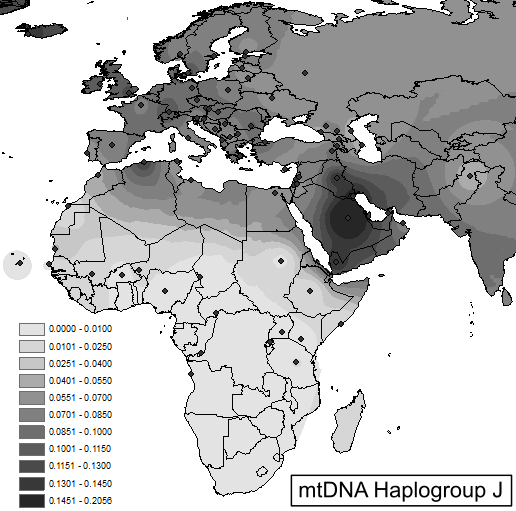
Частота распространения гаплогруппы J

Гаплогруппа J — митохондриальная гаплогруппа ДНК человека.
Происходит от гаплогруппы JT, от которой также происходит гаплогруппа T. В популярной книге «Семь дочерей Евы» Брайан Сайкс назвал прародительницу данной гаплогруппы Жасмин (Jasmine). В медицинской генетике некоторые полиморфизмы, связанные с данной гаплогруппой, ассоциируются с наследственной оптической нейропатией Лебера.

## Происхождение
Около 45 тыс. лет назад произошла мутация в ДНК женщины, жившей на Ближнем Востоке или Кавказе. Дальнейшие мутации происходили в линиях J1a1 (27 тыс. лет назад), J2a (19 тыс. лет назад), J2b2 (16 тыс. лет назад), J2b3 (5800 лет назад), и др. Гаплогруппу J (наряду с предковой гаплогруппой JT и сестринской гаплогруппой T) связывают с распространением сельского хозяйства и пастушества в Европе в эпоху неолита (10 — 8 тыс. лет назад). Большинство прочих гаплогрупп западноевразийского происхождения (H, U, K, W, I, X), по-видимому, были связаны с племенами, сохранившими приверженность охоте и собирательству, лишь V отсутствовала в Евразии вплоть до бронзового века.
По другим данным гаплогруппа J образовалась примерно 58 тыс. лет назад. Субгаплогруппа J1 приурочена к ~ 33 тысячам лет назад, субгаплогруппа J1c приурочена к ~ 16 тысячам лет назад, субгаплогруппа J1c3 приурочена к ~ 11 тысячам лет назад. J1c3b наиболее распространена в северо-западной части Европы.
| Подкласс | Время образования в Европе | Время образования на Ближнем Востоке |
| -------- | -------------------------- | ------------------------------------ |
| J1a1     | 27300 лет (+/− 8000 лет)   | 17700 лет (+/− 2500 лет)             |
| J1a2     | 7700 лет (+/− 3500 лет)    | —                                    |
| J1b      | 5000 лет (+/− 2200 лет)    | 23300 лет (+/− 4300 лет)             |
| J2a      | 19200 лет(+/− 6900 лет)    | —                                    |
| J2b1     | —                          | 15000 лет (+/− 5000 лет)             |
| J2b2     | 161600* лет (+/− 8100 лет) | 16000 лет (+/− 5700 лет)             |
| J2b3     | 5800 лет (+/− 2900 лет)    | —                                    |

*Типографская ошибка в оригинальном источнике.

## Палеогенетика
Митохондриальная гаплогруппа J была обнаружена у представителя трипольской культуры.
J1 определена у жертвы резни 6200-летней давности в Поточани женщины I10064 (Хорватия).
J1c1 определили у представителя культуры линейно-ленточной керамики.
J2b1 определили у греческого образца Mik15 эпохи ранней бронзы (Manika, Early Helladic, 2890—2764 лет до н. э.).
J1c1b1a1 определили у представительницы фатьяновской культуры BOL002 (2829−2460 лет до н. э.) из Болшневского могильника 3 у деревни Болшнево (Бежецкий район, Тверская область).
J1 и J2 определили у представителей синташтинской культуры эпохи бронзы.
J2a2a определили у представительниц афанасьевской культуры.
J1c+16261 (J1c-a) определили у греческого образца Log04 (Logkas, Middle Helladic, 2007—1915 лет до н. э.). Log04 согласуется с двусторонней моделью примеси анатолийского неолита (∼ 38 %) и степи среднего/позднего бронзового века (∼ 62 %).
J1c1b1a определили у представителя ранней тшинецкой культуры (образец PL_N17), жившего 2016—1775 лет до нашей эры.
J2 определили у минойского образца Minoan26H (Lasithi Cave, near Ayios Charalambos, Греция, 3700 лет до настоящего времени).
J2a1b определили у женщины Karos3/15 из мадьярского (древневенгерского) захоронения в Karos-Eperjesszög III (Боршод-Абауй-Земплен, Венгрия), датируемого первой половиной X века.
J1c3a определили у мужчин с памятников Казбуруновского археологического микрорайона (поздний бронзовый век).
J1c1 определили у мужчины из подводной пещеры Вимзенер (Wimsener Höhle) в Баден-Вюртемберге, принадлежавшего к культуре полей погребальных урн (1306—1017 лет до н. э.).
J1c15a1 определили у образца AS_EMT (~ 200 г. до н. э. — 300 г. н. э., период раннего/среднего Тилоса) из Абу-Сайбы в Бахрейне.
J1b1b1 определили у образца железного века Узбекистана L8666* (кушанский период, 2100—1500 л. н.).
J1c3 определили у женщины sal002 из лодочного погребения эпохи викингов в коммуне Сала (лен Вестманланд, Швеция).
J1b4 определили у представителя салтово-маяцкой культуры DA189 из Дмитриевского могильника (Кат.172-п.2, VIII—IX вв., Белгородская область).
J1c определили у образцов X века Анапа-11 (ERS9945042) и Анапа-10 (ERS9945041) из могильника Андреевская Щель (Andreyevskaya Shhel) в городском округе Анапа.
J1c2, J1c2k, J1d1b1 и J2a1a определены у обитателей Сигтуны, живших примерно в X—XII веках.
J2b1b1 определили у подростка из пещеры Moneen Cave в графстве Клэр, умершего между 1520 и 1670 годами.
J1c2 определили у жившей в 1641—1688 гг. 10-12-летней девочки, похороненной с двумя черепами зябликов во рту в пещере Туннель-Вельки (Ойцовский национальный парк, Южная Польша).

## Распространение
Средняя частота гаплогруппы J в целом наиболее высока на Ближнем Востоке (12 %), затем в Европе (11 %), на Кавказе (8 %) и в Северной Африке (6 %). Из двух основных субкладов, J1 составляет 4/5 от всей гаплогруппы и распространена довольно широко, тогда как J2 локализована в Средиземноморье (Греция, Италия/Сардиния и Испания). Некоторые гаплотипы J2 проявляются с заметной частотой в Скандинавии и на Британских островах. В Пакистане, где западноевразийские родословные наблюдаются с частотой до 50 % в ряде этнолингвистических групп, J1 встречается со средней частотой 5 %, тогда как J2 весьма редка. При этом J2 встречается с частотой 9 % среди калашей, изолированной этнической группы на Гиндукуше.
В Европе гаплогруппа J встречается в следующих местах (перечислены только те, где её частота превышает 2 %):
- J* = Ирландия — 12 %, Англия и Уэльс — 11 %, Шотландия — 9 %, Оркнейские острова — 8 %, Германия — 7 %, Россия (европейская часть) — 7 %, Исландия — 7 %, Австрия и Швейцария — 5 %, Финляндия и Эстония — 5 %, Испания и Португалия — 4 %, Франция и Италия — 3 %
- J1a = Австрия и Швейцария — 3 %
- J1b1 = Шотландия — 4 %
- J2 = Франция и Италия — 2 %
- J2a = равномерно распределена по Европе. Отсутствует у народов Кавказа. Где-либо в иных местах не представлена.[1]
- J2b1 = практически отсутствует в Европе, однако обнаружена в различных формах на Ближнем Востоке.[1]

## Генетическая характеристика
В одном из исследований было высказано предположение, что разложение оксидативной фосфорилации, связанное с SNP, определяющим гаплогруппу J, становится причиной повышенной температуры тела в фенотипе носителей данной гаплогруппы. Это связывают с повышенным присутствием данной гаплогруппы на севере Европы, в частности, в Норвегии. Кроме того, у лиц с митохондриальной гаплогруппой J, согласно другому исследованию, быстрее развивается СПИД и они быстрее умирают по сравнению с другими ВИЧ-инфицированными.

## Популярная культура
В своей популярной книге «Семь дочерей Евы» Брайан Сайкс дал этой гаплогруппе имя «Жасмин».

### Общие сведения
- - Ian Logan’s Mitochondrial DNA Site
- J YFull MTree 1.02.00 (under construction)

### Гаплогруппа J
- Jim Logan’s 2009 mt-Haplogroup J tree of subclades and branches by mutation
- A Comprehensive Analysis of mtDNA Haplogroup J (Jim Logan. September, 2008)
- [i049.radikal.ru/0806/52/ac65085ab8b1.gif Map of mtHaplogroup J. (Captions in Russian/Cyrillic)]
- [www.familytreedna.com/public/J-mtDNA/ J (& subclades) mt-Haplogroup project at FTDNA]
- mt Haplogroup J & Longevity; Article mentioning «frequency of the J haplogroup was notably higher in centenarians than in younger individuals»   (недоступная ссылка)
- Spread of Haplogroup J, from National Geographic
- Patterns of mtDNA Diversity in Europe, Lucia Simoni, 2000.
- Human Mitochondrial Haplogroup J in Europe and Near East, Piia Serk, 2004.
- J mtDNA Yahoo Group File Download